# Eupithecia cupressata
Eupithecia cupressata là một loài bướm đêm trong họ Geometridae.